# Mimozotale tonkinea
Mimozotale tonkinea là một loài bọ cánh cứng trong họ Cerambycidae.